# 湯江タケユキ
湯江 タケユキ（ゆえ タケユキ、旧芸名：湯江 健幸、1967年10月18日 - ）は、日本の俳優、歌手である。東京都多摩市出身。俳優業と並行して服飾デザイナーとしても活動している。

## 略歴
野々村真と同時期に「いいとも青年隊」のオーディションを受けるが落選して2週間で高校を辞めた後、原宿（明治通り沿い）のアパレルショップ「SURPLUS COMPANY」で働いていた（店員当時の姿は、雑誌『週刊セブンティーン』の1984年7月31日号に掲載されている）。かっこいい人がいると若い女性客の間で話題になり、渡辺プロダクションにスカウトされて契約する。
俳優としては1985年のテレビドラマ『ハーフポテトな俺たち』、歌手としては1986年のシングル「HURRY UP」でデビュー。「HURRY UP」は本人も出演した森永製菓のアイス「PARI PARI BAR」のCMソングとしてOAされオリコン最高16位を記録。セカンドシングル「涙のLove Somebody」も最高15位とヒットし、歌番組などに多数出演した。当時のキャッチフレーズは、和製ジェームズ・ディーン。デビューに際して、少女マンガ雑誌『mimi』に「湯江健幸物語」が連載される一方、本格的なロック雑誌の表紙・グラビアを飾り、アイドルとロックファンの両方に向けて売り出された。
新人賞レースに多数ノミネートされ、1986年度第5回メガロポリス歌謡祭優秀新人エメラルド賞、第19回新宿音楽祭銀賞、第13回横浜音楽祭新人奨励賞、1986年FNS歌謡祭優秀新人賞などを受賞。同期には少年隊、木村一八、諸岡ケンジ、山瀬まみ、西村知美、杉浦幸、斉藤さおり、勇直子などがいる。歌手として1987年1月にシングル「トラブル」をリリースした以降は俳優、タレント活動がメインとなったが、ライブ活動は継続していた。1988年をもって渡辺プロダクションを退社した後、1年間の休止期間を経て俳優活動を再開し現在に至るが、2016年よりキンミヤ焼酎のサポートで商業的なライブ活動を再開している。
所属事務所は渡辺プロダクション、ヒロ・グループ（後にJVCエンタテインメントに統合、現・ハーキュリーズ）、エムズエンタープライズを経てパールダッシュ。
2009年にはSixeなどを創業したデザイナー・白谷直樹と共同プロデュースで「slow down」を、2011年4月には中野に期間限定のアパレルショップ「Simeon & Thea」開店。2年間、自らデザインと運営を行う。
2012年2月、デビュー25周年記念としてゲストに友人のNIGO、大鶴義丹を迎え渋谷Ruide K2にてライブを開催した。
2015年4月、アパレルのオリジナルブランド「MICKS」開始
2016年4月、デビュー30周年記念ライブを代官山「晴れたら空に豆まいて」にて開催。ゲストに友人の柳沢慎吾、大鶴義丹を迎える。
2017年より「湯江 健幸」から名前をカタカナにした「湯江 タケユキ」へ改名した。同時期に大鶴義丹と共演する形で出演した『有吉反省会』での言動が注目され、バラエティー番組への出演が増えた。

## 人物
- 本人のヴィンテージアパレルショップ店員としての経歴からアメリカのロックアイドルチャーリー・セクストンのデビュー時点でのビジュアルイメージを意識したロカビリー志向のアイドル、さらには事務所の先輩である吉川晃司の弟分として売り出され、吉川にも可愛がられていた。『ザ・ベストテン』の「今週のスポットライト」コーナー出演時[8]や当時の雑誌では「吉川さんは良い先輩で色々教えてくれる」と語っていた。一方で『第2の吉川』的な扱いには「ロックが好きだから本当は仕事にはしたくなかった」、「優秀な吉川さんのようなアイドルになるのは抵抗がある。アイドルよりは萩原健一のような俳優になりたい」と複雑な思いを率直に語ったことがある[9]。
- 中学生時代からエルビス・プレスリーに心酔し、その後ロックバンドを組んでライブ活動をしていた[10]。
- 中山秀征と金山一彦は湯江と同年齢で当時は同じ渡辺プロダクション所属でもあり、番組で共演する以外に私的にも親しい関係であったが、金山と湯江が負けず嫌いでよく喧嘩をしていたと語っていた。湯江は1989年に渡辺プロダクションを離れた[6]が、その後も交流があり、映画などでの共演、2012年には金山の歌手デビュー25周年ライブにゲスト出演したり[11]、2010年代後半に一時期再び同じ事務所(エムズエンタープライズ)に所属していたことがある。
- 若いころは血の気が多く、ライブ中に絡んできた男子大学生相手に殴り合いの喧嘩をし、写真週刊誌に報じられたことがあった[12]
- オリジナルブランドやセレクトショップを運営するなどファッションへの造詣が深く、アメリカンヴィンテージのコレクターでもある[3]。

## 出演

### テレビドラマ
- ハーフポテトな俺たち（1985年、日本テレビ） - 秀吉 役
- 花嫁衣裳は誰が着る（1986年、フジテレビ） - 永井俊也 役
- 大都会25時（1987年、テレビ朝日） - 本間刑事 役
- 少女コマンドーIZUMI（1987年、フジテレビ） - 桑原健 役
- いつも誰かに恋してるッ（1990年、フジテレビ） - 矢沢 役
- マザコン刑事の事件簿（1990年、テレビ東京）
- 日本一のカッ飛び男（1990年、フジテレビ） - 西郷大介 役
- スクール☆ウォーズ2（1990年、TBS） - 吉川静男 役
- ドラマティック22『ごきげんよう! 横断歩道でつかまえて』
- 世にも奇妙な物語第1シリーズ『遅すぎた恋人』（1990年、フジテレビ）
- 君だけに愛を（1991年、日本テレビ）- 樋口京助 役
- デパート!夏物語（1991年、TBS） - 小坂部信也 役
- ルージュの伝言 VOL.17『14番目の月』（1991年7月24日、TBS） - 主演
- HANAKOの結婚 第2夜『(1991年8月27日、テレビ朝日) - ケン 役
- 映画みたいな恋したい『レ・ミゼラブル』（1991年、テレビ東京）
- 海風をつかまえて（1991年、テレビ東京）- 竹田次郎 役
- 噺家カミサン繁盛記（1991年、フジテレビ） - 伊藤文次郎 役
- 本当にあった怖い話夏の不思議ミステリー 本当にあった怖い話 第19回『髪』（1992年、テレビ朝日）
- ネオドラマ『天使の快楽』、『水辺のスケッチ』（1992年、テレビ朝日）
- ドラマ新銀河（NHK）
  - 南部大吉交番日記（1993年） - 吉川幸夫
- はだかの刑事（1993年、日本テレビ）第22話『優しさの証明』 - ゲスト
- 愛してるよ!（1993年、テレビ朝日） - 第3話ゲスト
- 映画みたいな恋したい『愛と死の間で』（1993年、テレビ東京）
- 赤い復讐・19年前の強盗殺人事件、時効直前に現れた二人の女…（1993年、TBSテレビ）
- NHK大河ドラマ 炎立つ（1993年7月4日 - 1994年3月13日、NHK） - 北条宗時 役
- 仰げば尊し 第3話『さよなら…先生』（1994年、フジテレビ）
- アリよさらば（1994年、TBSテレビ） - 持田俊樹 役
- 夏は秘密がいっぱい!（1994年、TBS）
- 男はいらない （1994年、日本テレビ） - 守口正人 役
- 殿さま風来坊隠れ旅 第19話「惚れたらダメよ極道のお嬢様」（1994年、テレビ朝日）
- 私、味方です（1995年、TBSテレビ）
- 土曜ワイド劇場（テレビ朝日）
  - 牟田刑事官事件ファイル21 切れた絆（1995年） - 井村浩 役
  - 女医花橋澪子の事件カルテ（1998年） - 木原要一 役
  - 車椅子の弁護士・水島威5（1998年） - 山崎次郎 役
  - 森村誠一の終着駅シリーズ第11話（1999年8月28日） - 佐山秀司 役
  - 変装捜査官・麻生ゆき3 湯布院温泉、華やかな連続殺人!華道家元、大富豪夫人、家政婦…変身潜入の女刑事が暴く3つの死体に4つのトリック!（2007年）
  - 内田康夫サスペンス・福原警部2（2010年6月5日）
  - 人類学者・岬久美子の殺人鑑定（2010年9月4日） - 仲里浩司 役
  - 狩矢父娘シリーズ13（2011年10月22日） - 田辺侑哉 役
  - 火災調査官・紅蓮次郎13（2012年11月10日、テレビ朝日） - 三村大介 役
  - 京都美食タクシー殺人レシピ（2015年6月13日） - 曽根原健二 役
  - 西村京太郎トラベルミステリー64（2015年8月15日） - 高見明 役
  - 終着駅の牛尾刑事VS事件記者・冴子15（2016年1月9日） - 三田和男 役
  - 家裁調査官・山ノ坊晃〜紛争解決100%の男!（2016年5月7日） - 磯村幸彦 役
- 金田一少年の事件簿第1シリーズSP 雪夜叉伝説殺人事件（1995年、日本テレビ） - 大門優作 役
- 名探偵保健室のオバさん 第9話（1997年、テレビ朝日） - ゲスト
- デッサン（1997年、日本テレビ） - 高木透 役
- 藤沢周平の用心棒日月抄 第2話（1997年、テレビ朝日） - 石黒滋之丞 役
- ママだって夏休み（1997年、NHK）
- 山村美紗サスペンス 京都お見合いツアー殺人事件1（1997年、テレビ朝日）
- 新・腕におぼえあり〜よろずや平四郎活人剣〜第6話（1998年、NHK） - ゲスト
- OUT〜妻たちの犯罪〜（1999年、フジテレビ）
- 巡査びんびん物語（1999年、フジテレビ）
- おばはん刑事!流石姫子4 襲われた婚約者（2000年、テレビ朝日） - 青木冬彦 役
- 別れる2人の事件簿第3話（2000年、テレビ朝日） - ゲスト
- 鉄道捜査官 東北新幹線やまびこ、トンネル殺人7分の罠（2000年、テレビ朝日） - 堀川雅也 役
- 京極夏彦 「怪」 第2話「隠神だぬき」（2000年3月18日、WOWOW） - 長二郎 役
- 暴れん坊将軍（2001年、テレビ朝日） - 房吉 役
- はみだし刑事情熱系PART6 第18話（2001年、テレビ朝日） - ゲスト
- プリティガール 第3話（2002年、TBS） - ゲスト
- ホーム&アウェイ（2002年、フジテレビ） - 清水玉乃新 役
- 女刑事ふたり 眠れる殺意（2002年、テレビ朝日）
- ハコイリムスメ!（2003年、フジテレビ）
- 緊急救命病院1（2003年、日本テレビ）
- 温泉仲居探偵の事件簿2 宵待ち草殺人事件（2003年、テレビ東京）
- Xmasなんて大嫌い（2004年、日本テレビ） - 上田智宏 役
- 轟法律事務所 見えない絆（2004年、テレビ東京）
- 宿命（2004年、テレビ東京）
- 正しい恋愛のススメ（2005年、TBS） - 福井正春 役
- こちらお客様相談室〜クレーム1・だんご殺人事件〜
- 刹那に似てせつなく（2005年、TBS）
- 特急スーパー北斗1号殺人事件（2005年、テレビ朝日） - 吉岡宏 役
- 新・女検事 霞夕子25 愛しき人へ（2005年、日本テレビ）
- おばはん刑事!流石姫子ファイナル 殉職!!横浜港―安房鴨川温泉時間差365分の超遠隔殺人トリック!（2006年、テレビ朝日）
- 検事・朝日奈耀子4 医師&検事…2つの顔を持つ女!函館立待岬（2006年、テレビ朝日）
- 自治会長・糸井緋芽子社宅の事件簿スペシャル（2006年、TBS）
- 西村京太郎サスペンス 探偵 左文字進10 悪魔と天使（2006年、TBS）
- 狩矢警部シリーズ2 京都弓道殺人事件（2006年、TBS）
- 特命!刑事どん亀（2006年、TBS）第11話ゲスト
- 科捜研の女（テレビ朝日）
  - 新・科捜研の女3 第7話「人質になったマリコ 京都〜淡路島、高速バス爆破予告！」（2006年8月24日） - 須永勝 役
  - SEASON 13 第4話「京版画殺人！破門された男vs恋人を捨てた女!! 連続殺人を結ぶ雲母の秘密！」（2013年11月7日） - 三輪圭祐 役
  - SEASON 18 第1話「殺人音楽隊」（2018年10月18日） - 勝間田徹 役
- 銀座高級クラブママ青山みゆき 第1作「女帝バトル殺人帳簿」（2006年9月13日、テレビ東京） -銀座警察署刑事・上野浩介 役
- 暖流（2007年、TBS） - 一条直也 役
- 京都地検の女 第4シリーズ 第1話「主婦検事VSセレブ検事!! 2つの顔を持つ女!!」（2007年10月25日、テレビ朝日） - 小暮宏高 役
- 津軽海峡ミステリー航路6（2007年、テレビ朝日） - 桐谷淳史 役
- 西村京太郎トラベルミステリー48 みちのく殺意の旅（2007年、テレビ朝日）
- 冠婚葬祭探偵（2007年、TBS） - 立花 役
- 監察医・篠宮葉月 死体は語る9（2008年、テレビ東京） - 赤池公平（甲府西警察署刑事課 刑事） 役
- 法医学教室の事件ファイル 豪華クルーザー殺人パーティー!狙われたのは女医か?女優か?ガラスの擦り傷と猫のDNAが複合殺意を解く!（2008年、テレビ朝日）
- パンダが町にやってくる（2008年、TBS） - 東城浩二 役
- 相棒（テレビ朝日）
  - season7 第4話「隣室の女」（2008年11月12日） - 横山時雄 役
  - season13 第13話「人生最良の日」（2015年1月28日） - 四宮裕二 役
  - season19 第5話「天上の棲家」（2020年11月11日） - 白川達也 役
- 失踪調査人・港亮介（2008年、テレビ朝日）
- サギ師 リリ子（2009年、テレビ東京） - 中北晃司 役
- 執事喫茶にお帰りなさいませ（2009年、毎日放送） - 一条 役
- 新・警視庁捜査一課9係 season1 第9話「落雷花嫁」（2009年9月2日、テレビ朝日） - 黒田隆一郎 役
- おみやさん 第7シリーズ 第5話 （2010年5月20日、テレビ朝日）
- 謎解きはディナーのあとで 第4話（2011年11月8日、フジテレビ） - 細山照也 役
- 月曜ゴールデン（TBS）
  - 駅弁刑事・神保徳之助6（2012年4月2日） - 松永靖男 役
  - 十津川警部シリーズ49（2013年1月21日） - 広田勇次 役
  - 家庭教師が解く!2〜氷上の殺人トリック〜（2014年11月10日） - 今村勇樹 役
  - 守護神・ボディーガード 進藤輝4（2015年7月13日） - 沢渡悟 役
- 水曜ミステリー9（テレビ東京）
  - 湯けむりドクター華岡万里子の温泉事件簿6（2012年7月4日） - 升川俊之介 役
  - 刑事吉永誠一 涙の事件簿第12作「親しい敵」（2013年10月2日） - 獣医・島本友哉 役
  - 警視庁特捜対策室 迷宮捜査の女（2015年1月21日） - 森川哲郎 役
  - 警視庁強行犯 樋口顕1（2015年2月25日） - 樫田臨 役
  - 駐在刑事4（2016年12月14日） - 大和田勇樹 役
- 遺留捜査（テレビ朝日）
  - 第2シリーズ 第3話「船で運ばれた死体!? 音の違うカスタネットの秘密!!」（2012年8月2日） - 谷口信也 役
  - 第4シリーズ 第7話「身代金1億と消えた万年筆!? かすれた文字に父子5年間の涙!!」（2017年8月24日） - 野崎宏太 役
  - 第6シーズン 第3話「ボロボロの紙きれが語り出す切ない真実とは!?」（2021年1月28日） - 高峰英作 役
- 京都地検の女 第8シリーズ 第6話（2012年8月23日、テレビ朝日） - 風間隆介 役
- モメる門には福きたる（2013年、東海テレビ・フジテレビ）神谷健一 役
- 監察医・篠宮葉月 死体は語る13（2013年、テレビ東京） - 沢田俊彦(村越吾郎殺人事件の容疑者) 役
- 名古屋行き最終列車 第1話（2014年1月27日、名古屋テレビ） - 木村龍一 役
- ラスト・ドクター〜監察医アキタの検死報告〜 第1話（2014年7月11日、テレビ東京） - 篠崎孝介 役
- ST 赤と白の捜査ファイル 第1話（2014年7月16日、日本テレビ） - 渡部卓也 役
- 獣医さん、事件ですよ 第8話（2014年8月21日、読売テレビ・日本テレビ） - 佐々木省吾 役
- 吉原裏同心 第10話（2014年9月4日、NHK） - 義左衛門 役
- 保育探偵25時〜花咲慎一郎は眠れない!!〜 第6話（2015年2月20日、テレビ東京） - 大和毅 役
- 仮面ライダーゴースト 第4話（2015年10月25日、テレビ朝日） - 羽柴信良 役
- 金曜プレミアム（フジテレビ）
  - 赤い霊柩車シリーズ36（2016年3月25日） - 大久保義徳 役
- 警視庁・捜査一課長（テレビ朝日）
  - season1 第7話「遺産100億円の富豪殺人!! アリバイ作りにもう一人殺した女!?」（2016年5月26日） - 多田野民夫(フリーライター) 役
  - スペシャル（2019年4月21日） - 今森輝夫 役
- 月曜名作劇場（TBS）
  - 警視庁機動捜査隊216VI「絶てない鎖」（2016年9月12日） - 藪平祐司 役
  - 温泉殺人事件シリーズ2「伊豆天城温泉殺人事件」（2016年10月24日） - 楠本治郎 役
  - 税務調査官・窓際太郎の事件簿34（2018年8月6日） - 塩谷芳樹 役
- 刑事7人 シーズン2 最終話「最終決戦！連続殺人を予告する男、天樹への挑戦状！」（2016年9月14日、テレビ朝日） - 和田恒徳 役
- BORDER (金城一紀)（2017年） - 有本刑事 役
- 日曜ワイド（テレビ朝日）
  - 深層捜査2（2017年） - 朝岡直記 役
  - 写楽ホーム凸凹探偵団（2018年3月18日） - 立川浩史 役
- 三匹のおっさん（2018年） - 赤木社長 役
- オー・マイ・ジャンプ! 〜少年ジャンプが地球を救う〜 第4話「恋の合図はXYZ の巻」（2018年2月2日、テレビ東京） - ジョン山下 役
- 家族の旅路 家族を殺された男と殺した男（2018年2月 - 、東海テレビ・フジテレビ） - 中川刑務官 役
- Missデビル 人事の悪魔・椿眞子 第6話「マタハラは許さない 悪魔の成敗!」（2018年5月19日、日本テレビ） - 寺田仁郎 役
- 執事 西園寺の名推理 第7話「殺人疑惑の警察犬!? 遺体にはナゾの歯形…犯人を暴く犬との絆」（2018年6月1日、テレビ東京） - 大島修二 役
- dele 第1話「死後、不都合な記録を削除致します」（2018年7月27日、テレビ朝日） - 小池勲 役
- 江戸前の旬（2018年10月13日 - 12月29日、BSテレ東） - 寛治 役
- ドロ刑 -警視庁捜査三課- 第5話「相棒に殺人容疑!? 老いた泥棒の悲劇と友情!」（2018年11月10日、日本テレビ） - 矢島刑事 役
- サイレント・ヴォイス 行動心理捜査官・楯岡絵麻 第9話「狂おしいほどにEYEしてる」（2018年12月15日、BSテレ東） - 末永創 役
- ハケン占い師アタル 第2話「褒められたい…失敗だらけの坊っちゃんコネ社員を救う!」（2019年1月24日、テレビ朝日） - 八王子剛 役
- トレース〜科捜研の男〜 第6話「今夜、新章突入! 蠢きだす衝撃の過去」（2019年2月11日、フジテレビ）
- 記憶捜査〜新宿東署事件ファイル〜 最終話「353万人が目撃者!? "迷宮"新宿駅大捜索 警察官毒殺トリック」（2019年3月1日、テレビ東京） - 国見明 役
- ストロベリーナイト・サーガ 第10話「最終章突入!! 姫川玲子VS青い仮面の殺人鬼!」（2019年6月13日、フジテレビ） - 河村丈治 役
- わたし旦那をシェアしてた（2019年） - 天谷祐樹 役
- 日曜プライム（テレビ朝日）
  - 庶務行員 多加賀主水3（2019年11月17日） - 堀田樹 役
- ケイジとケンジ〜所轄と地検の24時〜（2020年、テレビ朝日） - 田口健介 役
  - ケイジとケンジ、時々ハンジ（2023年）
- うつ病九段（2020年12月20日、BSプレミアム） - 大久保医師 役
- DOCTORS〜最強の名医〜 2021新春スペシャル（2021年1月10日、テレビ朝日） - 岸弘幸 役
- ドラマスペシャル・神様のカルテ 第三夜（2021年3月1日、テレビ東京） - 甘利英人 役
- 山女日記3（2021年10月31日、NHK BSプレミアム） - 向井宏治 役
- 正直不動産（2022年4月12日 - 6月7日、NHK） - 居酒屋「しょうじきもん」大将 若松正 役
  - 正直不動産スペシャル（2024年1月3日、NHK）[13]
  - 正直不動産2（2024年1月9日 - 3月12日、NHK）[13]
- 警視庁追跡捜査係-交錯-（2023年8月7日、テレビ東京） - 岩橋順一 役

### 映画
- シャイなあんちくしょう（1991年） - 出口カオル 役
- 継承盃（1992年） - 平瀬幹夫 役
- 修羅場の人間学（1993年） - 寺島勇(テラ) 役
- ごろつき2（1993年） - 主演・大門瞳 役
- 爆走トラッカー軍団 劇場版（1994年） - 大川次郎 役
- 集団左遷（1994年） - 南野晴彦 役
- 極道の妻たち 危険な賭け（1996年） - 神鳥組組員 園部行雄
- 惚れたらあかん 代紋の掟（1999年） - 役座組本部長 シノギ 役
- ジェニファ 涙石の恋（2004年） - 遠野 役
- ゴジラ×モスラ×メカゴジラ 東京SOS（2003年） - 三式機龍司令室 通信士 役[2]
- 劇場版 仮面ライダー響鬼と7人の戦鬼（2005年） - ハバタキ 役
- バッシュメント（2005年）
- 私のなかの8ミリ（2009年）
- ブレーキ（2009年）
- 音楽人（2010年）
- 裸のいとこ（2013年） - 田口源太 役
- 9 〜ナイン〜（2018年2月17日、MIRAI）[14] - 村瀬開発 社長 村瀬竜三 役
- グラグラ（2019年） - 田畑 役

### Vシネマ
- 獣のように・完結編（1992年）
- スーパーチューナー ばっくれ（1995年）
- 瑠璃子女王の華麗なる日々（1998年） - 日下刑事 役
- 実録・ヤクザの戦場～侠の終章～ 上・下巻（2002年） - 主演・安岡 役
- 湾岸最速バトル〜スカイライン伝説（2010年）
- 制覇18（2018年） - 九州 仲本組組長 仲本道夫 役
- 疵と掟3、4、5（2019年） - カノウ 役
- 組織を震撼させた男 壱・弐（2019年） - カサハラ（保証協会）

### Webドラマ
- ウルトラマンオーブ THE ORIGIN SAGA（2016年12月26日 - 2017年3月13日、Amazonプライム・ビデオ） - ブゲン 役

### 舞台
- 青春グラフィティミュージカル アシベ  恋の片道切符 (1987年12月5日 - 27日、日生劇場、 作演出・河合義隆）
- きらら浮世伝 (1988年3月5日～3月27日、銀座セゾン劇場、作・横内謙介、演出・河合義隆)
- 真夜中のパーティー (1997年1月7日 - 2月9日、パルコ・翼、PARCO劇場、名鉄ホール、大阪厚生年金会館芸術ホール他全国5ヵ所公演、作・マート・クロウリー、演出・青井陽治) - ラリー 役
- 真夜中のパーティー (1998年10月28日 - 11月15日、博品館劇場、演出・遠藤吉博) - アラン 役
- 夫婦漫才
- 夜桜お七
- 腰巻きおぼろ 妖鯨編 (2017年6月17日 - 2017年6月26日、新宿梁山泊、花園神社特設紫テント、作・唐十郎、演出・金守珍)

他多数

### LIVE

#### アイドル期
- After the Garage Tour (1986年3月22日 - 4月14日、全国12ヵ所)

他多数

#### アイドル期以降
- 『THE SINGERS』vol.1（1999年1月15日 - 1月24日、博品館劇場）- 峰さを理らとのミュージカルコンサート
- 25 Anniversary “Carefree Night”(2012年2月24日)
- TAKEYUKI YUE 30th Anniversary pula pula live vol. 2 presented byキンミヤ焼酎 (2016年4月16日)
- 湯江タケユキ LIVE TAKE2 byキンミヤ焼酎 (2017年10月21日)

他多数

### その他
- ザ・ベストテン (今週のスポットライト)
- 歌のトップテン
- カックラキン大放送!!
- 夜のヒットスタジオ
- ヤングスタジオ101
- わたしが子どもだったころ - 〜バレリーナ・女優 草刈民代〜編

他多数

### ラジオ
- 湯江健幸のREBELS CLUB（ラジオ日本）[4]
- 湯江健幸 ときめきナイト（民放AM各局）[4]

## ディスコグラフィ
シングル
（以下日本コロムビアから発売。オリコンチャートの順位は、週間チャートの最高位）
- HURRY UP（1986年2月21日発売）オリコン最高位16位 累計売上6.8万枚
- 涙のLove Somebody（1986年6月18日発売） オリコン最高位15位 累計売上3.7万枚
- 想い出のアニー・ローリー（1986年9月17日発売） オリコン最高位31位 累計売上1.5万枚
- トラブル（1987年1月1日発売） オリコン最高位60位 累計売上1.3万枚

アルバム
- アフター・ザ・ガレージ・アレイ
- Thanks to EDDIE